# NGC 6946
NGC 6946 је спирална галаксија у сазвежђу Лабуд која се налази на NGC листи објеката дубоког неба.
Деклинација објекта је + 60° 9' 12" а ректасцензија 20h 34m 52,1s. Привидна величина (магнитуда) објекта NGC 6946 износи 9,0 а фотографска магнитуда 9,7. Налази се на удаљености од 7,028 милиона парсека од Сунца. NGC 6946 је још познат и под ознакама UGC 11597, MCG 10-29-6, CGCG 304-6, ARP 29, IRAS 20338+5958, PGC 65001.